# Fujieda-juku

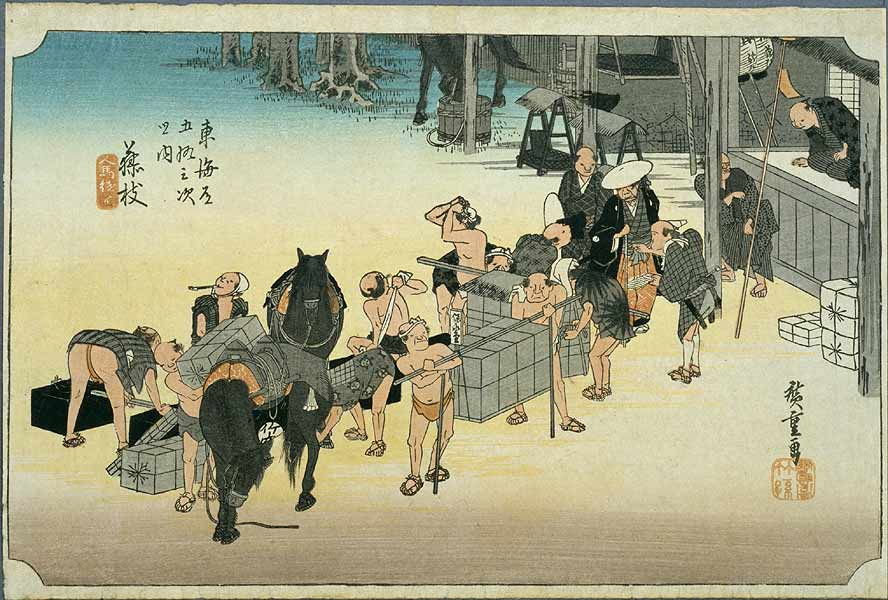
Stacja w latach 30. XIX wieku, Hiroshige Andō

Fujieda-juku (jap. 藤枝宿 Fujieda-juku) – dwudziesta druga z 53 stacji szlaku Tōkaidō, położona obecnie w mieście Fujieda, w prefekturze Shizuoka w Japonii. 

## Historia
Fujieda było miastem zamkowym hanu Tanaka. Dodatkowo była to shukuba leżąca na drodze biegnącej do produkującej sól Sagary. Fujieda rozwijała się jako handlowe miasto i w okresie swojej największej świetności posiadała 37 gospód hatago (lub hatagoya).
Klasyczny drzeworyt ukiyo-e, autorstwa Hiroshige Andō, przedstawia stację jako miejsce, w którym można zmienić konia i umożliwiające szybkie przesyłanie informacji i towarów pomiędzy Edo i Kioto.
Na początku okresu Meiji mieszkańcy obawiali się powstającej tu linii kolejowej ze względu na dym z parowozów, który mógłby zaszkodzić tutejszym plantacjom zielonej herbaty i postanowili zatrzymać budowę torów. W związku z tym obecna stacja Fujieda położona jest trzy kilometry od starego miasta.
Obecne władze Fujiedy próbują przywrócić klimat shukuby, organizując corocznie festiwal Fujieda-juku.